# Почётные граждане Белграда
Почётные граждане Белграда — звание, вручаемое руководством Белграда от имени города.
Звание может присваиваться как гражданину Сербии, так и любого другого государства, как политику или государственному деятелю, так и представителю неправительственной организации или деятелю искусства. Кандидат в почётные граждане Белграда должен иметь вклад в развитие науки, искусства, гуманитарной деятельности и т. д., который помог развитию и имиджу Белграда, развитию демократии в Сербии и мире. Решение о вручении звания принимает городская Скупщина (парламент). Кандидаты выдвигаются Городским вечем или не менее чем 20 депутатами.
Лицу, получившему титул почётного гражданина Белграда, на официальном заседании Скупщины вручается официальная грамота на гербовой бумаге. Гражданин Сербии получает ее в День города, а представитель другой страны — во время своего визита в Белград.
Первыми это звание получили генералы Пеко Дапчевич, Федор Толбухин и Владимир Жданов, руководившие освобождением Белграда осенью 1944 года. В 1947 году титул был присвоен и главе югославской компартии Иосипу Брозу Тито.
В 1954 году почётным гражданином Белграда впервые стал лидер иностранного государства — император Эфиопии Хайле Селассие. Из иностранных лидеров после него звание было присвоено Джавахарлару Неру, Гамалю Абделю Насеру, Нородому Сиануку, Леониду Брежневу и др. Несмотря на теплые отношения Иосипа Броза Тито с рядом лидеров стран Западной Европы, никто из них так и не стал почётным гражданином Белграда за время его жизни. Только после смерти югославского президента в 1983 году это звание было даровано Франсуа Миттерану, президенту Франции. После 1985 года титул не вручался на протяжении более чем 20 лет. После длительного перерыва в 2007 году его получил Нельсон Мандела.
В начале XXI столетия в качестве кандидатов в почётные граждане Белграда выдвигались Билл Гейтс и Михаэль Шумахер. Сербский историк Александар Животич объяснял это сломом социалистического блока и глобализацией, в эпоху которой общество выбирает новых героев.
В 2015 году впервые звание получили три человека одновременно. При этом, Никита Михалков и Петер Хандке — первые деятели искусства, ставшие почётными гражданами сербской столицы.

## Легенда
В списке представлены люди, которым было присвоено звание почётного гражданина Белграда. 
Таблица:
- Год присвоения — год, когда было присвоено звание;
- Имя — имя и фамилия почетного гражданина;
- Фото — фотография почетного гражданина;
- Должность/род занятий на момент присвоения звания — профессия или занимаемая должность в момент, когда было присвоено звание;
- Государство — страна, гражданином которой является получивший звание;
- Годы жизни —  даты жизни почетного гражданина;
- Прим. —  ссылки на источники;

Сортировка может проводиться по следующим столбцам таблицы:
- Год присвоения
- Имя
- Государство

## Почетные граждане
| Год присвоения | Имя                                  | Фото | Должность/род занятий на момент присвоения звания                  | Государство    | Годы жизни | Прим.        |
| -------------- | ------------------------------------ | ---- | ------------------------------------------------------------------ | -------------- | ---------- | ------------ |
| 1945           | Пеко Дапчевич                        |      | Военный, генерал-лейтенант                                         | СФРЮ           | 1913—1999  | [ 2 ] [ 1 ]  |
| 1945           | Федор Толбухин                       |      | Военный, Маршал Советского Союза                                   | СССР           | 1894—1949  | [ 2 ] [ 1 ]  |
| 1945           | Владимир Жданов                      |      | Военный, генерал-лейтенант                                         | СССР           | 1902—1964  | [ 1 ]        |
| 1947           | Иосип Броз Тито                      |      | Генеральный секретарь ЦК КПЮ, председатель Правительства Югославии | СФРЮ           | 1892—1980  | [ 2 ] [ 1 ]  |
| 1954           | Хайле Селассие                       |      | Император Эфиопии                                                  | Эфиопия        | 1892—1975  | [ 2 ] [ 1 ]  |
| 1955           | Джавахарлал Неру                     |      | Премьер-министр Индии                                              | Индия          | 1889—1964  | [ 1 ]        |
| 1956           | Гамаль Абдель Насер                  |      | Президент Египта                                                   | Египет         | 1918—1970  | [ 1 ]        |
| 1959           | Нородом Сианук                       |      | Премьер-министр Камбоджи                                           | Камбоджа       | 1922—2012  | [ 1 ]        |
| 1962           | Леонид Брежнев                       |      | Председатель Президиума Верховного Совета СССР                     | СССР           | 1906—1982  | [ 1 ]        |
| 1964           | Ахмед бен Белла                      |      | Президент Алжира                                                   | Алжир          | 1918—2012  | [ 1 ]        |
| 1965           | Хабиб Бургиба                        |      | Президент Туниса                                                   | Тунис          | 1903—2000  | [ 1 ]        |
| 1965           | Лал Бахадур Шастри                   |      | Премьер-министр Индии                                              | Индия          | 1904—1966  | [ 1 ]        |
| 1970           | Эдвард Кардель                       |      | Югославский политик                                                | СФРЮ           | 1910—1979  | [ 2 ] [ 1 ]  |
| 1970           | Кеннет Каунда                        |      | Президент Замбии                                                   | Замбия         | 1924—2021  | [ 1 ]        |
| 1972           | Елизавета II                         |      | Королева Великобритании                                            | Великобритания | 1952—2022  | [ 3 ] [ 4 ]  |
| 1973           | Эдвард Герек                         |      | Первый Секретарь ЦК ПОРП                                           | ПНР            | 1913—2001  | [ 1 ]        |
| 1976           | Николае Чаушеску                     |      | Президент Социалистической Республики Румыния                      | СРР            | 1918—1989  | [ 1 ]        |
| 1978           | Хуа Гофэн                            |      | Председатель ЦК КПК                                                | КНР            | 1921—2008  | [ 1 ]        |
| 1981           | Джабер аль-Ахмед аль-Джабер ас-Сабах |      | Эмир Кувейта                                                       | Кувейт         | 1926—2006  | [ 1 ]        |
| 1983           | Франсуа Миттеран                     |      | Президент Франции                                                  | Франция        | 1916—1996  | [ 1 ]        |
| 1984           | Ким Ир Сен                           |      | Президент КНДР                                                     | КНДР           | 1912—1994  | [ 1 ]        |
| 1984           | Ли Сяньнянь                          |      | Председатель КНР                                                   | КНР            | 1909—1992  | [ 1 ]        |
| 1985           | Мигель де ла Мадрид                  |      | Президент Мексики                                                  | Мексика        | 1934—2012  | [ 1 ]        |
| 1985           | Джулиус Ньерере                      |      | Президент Танзании                                                 | Танзания       | 1922—1999  | [ 2 ] [ 1 ]  |
| 2007           | Нельсон Мандела                      |      | Южноафриканский политик                                            | ЮАР            | 1918—2013  | [ 1 ]        |
| 2009           | Мигель Анхель Моратинос              |      | Министр иностранных дел Испании                                    | Испания        | р. 1951    | [ 1 ]        |
| 2010           | Тадаши Нагаи                         |      | Посол Японии в Сербии                                              | Япония         | р. 1943    | [ 1 ] [ 5 ]  |
| 2014           | Ли Кэцян                             |      | Премьер Государственного Совета КНР                                | КНР            | р. 1955    | [ 6 ]        |
| 2015           | Торвальд Столтенберг                 |      | Норвежский политик                                                 | Норвегия       | 1931—2018  | [ 7 ] [ 8 ]  |
| 2015           | Никита Михалков                      |      | Российский режиссер                                                | Россия         | р. 1945    | [ 7 ] [ 8 ]  |
| 2015           | Петер Хандке                         |      | Австрийский писатель                                               | Австрия        | р. 1942    | [ 7 ] [ 8 ]  |
| 2016           | Арне Санес Бьернстад                 |      | Посол Норвегии в Сербии                                            | Норвегия       | р. 1965    | [ 9 ] [ 10 ] |